# Feu de Bizerte (jetée nord)
Le feu de Bizerte (jetée nord) est un phare situé à l'entrée nord du port de Bizerte (dépendant du gouvernorat de Bizerte en Tunisie). 
Les phares de Tunisie sont sous l'autorité du Service des phares et balises de la République tunisienne (SPHB).

## Description
C'est une tour conique tronquée de huit mètres, avec galerie et lanterne sur un petit mât, qui se trouve à la fin de la jetée nord du port, devant le brise-lames. La tourelle est peinte en vert. C'est un feu fixe vert, à une hauteur focale de quinze mètres au-dessus du niveau de la mer, qui balise l'entrée du port de Bizerte. Il est en face du feu de la jetée est qui émet une lumière rouge.
Identifiant : ARLHS : TUN014 - Amirauté : E6426 - NGA : 22080.
|                 |
| Port de Bizerte |

|                         |
| Carte du lac de Bizerte |

### Lien connexe
- Liste des principaux phares de Tunisie
- Liste des phares et balises de Tunisie